# Miguel Castillejo Gorráiz
Miguel Castillejo Gorraiz (Fuente Obejuna, Còrdova, 1930- Còrdova, 13 d'abril de 2016) va ser President de la Caja de Ahorros y Monte de Piedad de Córdoba, posteriorment denominada CajaSur, entre els anys 1977 i 2005, i Canonge Penitenciari de la Catedral de Còrdova.
La comptabilització del càrrec empresarial amb el de mandatari eclesiàstic va donar lloc a freqüents debats entre la societat i l'opinió pública local i nacional. Durant aquests anys va aconseguir mantenir la independència de l'entitat que presidia enfront dels intents de fusió de la Junta d'Andalusia amb altres caixes d'estalvis andaluses. Aquest fet i la lluita pel canvi legislatiu sobre caixes d'estalvis li van portar a un enfrontament obert amb la Consellera d'Economia de la Junta, Magdalena Álvarez, en la qual Castillejo va aconseguir els seus objectius, encara que només temporalment. Finalment la llei es va modificar permetent l'increment de poder de la Junta enfront de l'Església, en els organismes de control de l'entitat financera. Va ser en aquesta època quan va emprendre nombroses operacions immobiliàries i especulatives amb l'empresari Rafael Gómez Sánchez "Sandokán"'. L'1 de juny de 2005 va renunciar al seu càrrec en l'entitat del que va ser reemplaçat per un nou eclesiàstic, Juan Moreno Gutiérrez.
Al desembre de 2009 es va iniciar la fusió amb Unicaja a causa d'irregularitats que el Banc d'Espanya detecta en la caixa. Diverses fonts atribueixen aquestes irregularitats a la gestió de Miguel Castillejo.